# Maximilian von Prittwitz und Gaffron

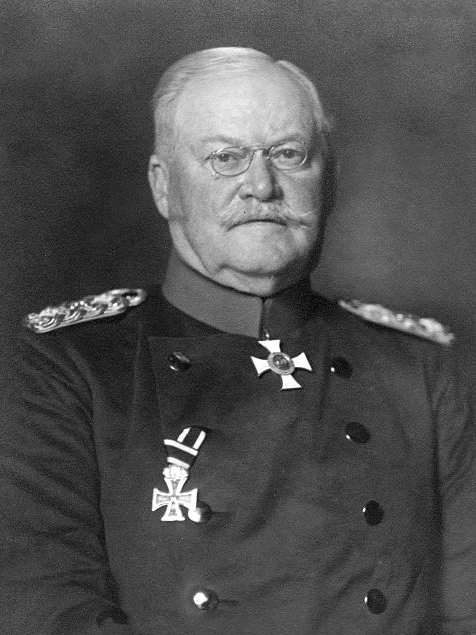
Maximilian von Prittwitz und Gaffron, preußischer Generaloberst und Oberbefehlshaber der 8. Armee

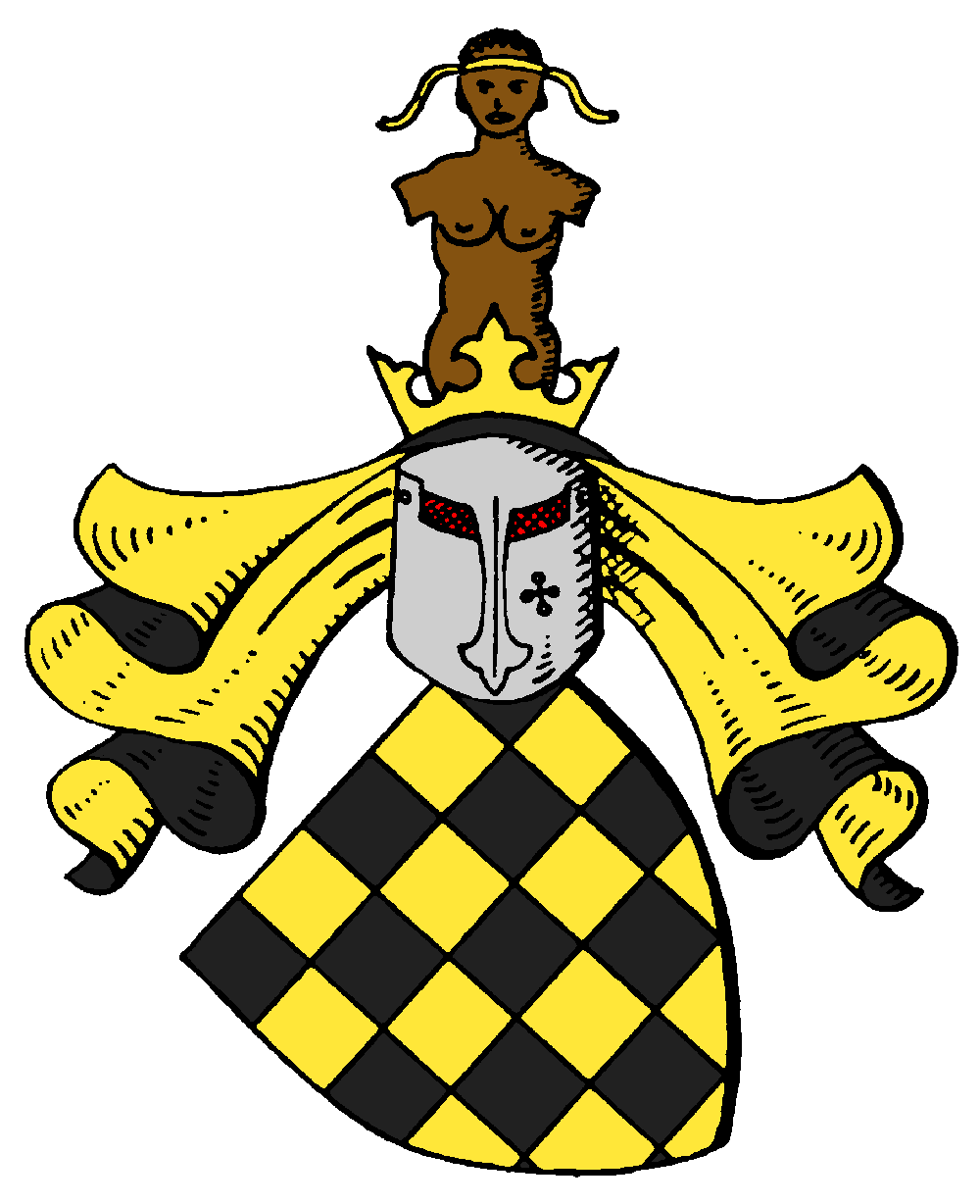
Das Wappen der Familie von Prittwitz und Gaffron

Maximilian von Prittwitz und Gaffron

Maximilian „Max“ Wilhelm Gustav Moritz von Prittwitz und Gaffron (* 27. November 1848 in Bernstadt, Landkreis Oels, Provinz Schlesien; † 29. März 1917 in Berlin) war ein preußischer Generaloberst und zu Beginn des Ersten Weltkriegs Oberbefehlshaber der 8. Armee.

## Leben

### Herkunft
Maximilian entstammte dem schlesischen Adelsgeschlecht von Prittwitz. Er war der Sohn des Gustav von Prittwitz und dessen Ehefrau Elisabeth, geborene von Klaß. Sein Vater war königlicher Oberappellationsgerichtsrat a. D. sowie Geheimer Justizrat.

### Militärkarriere
Nach Besuch des Herzoglichen Gymnasiums Oels trat er am 27. April 1866 als Fahnenjunker in das 3. Garde-Grenadier-Regiment Königin Elisabeth in Breslau ein. Im Deutschen Krieg 1866 nahm er mit diesem an der Zernierung von Josefstadt, der Schlacht bei Königgrätz und dem Gefecht bei Soor teil. Nachdem er am 31. Juli zum Portepee-Fähnrich befördert worden war, wurde er am 3. November 1866 in das gleichfalls in Breslau stationierte Schlesische Füsilier-Regiment Nr. 38 versetzt. Zur Kriegsschule nach Potsdam war er vom Dezember bis August 1867 kommandiert gewesen. Am 14. November 1867 wurde er zum Sekondeleutnant befördert. Zum Besatzungskommando der Festung Königstein gehörte er ab dem 1. Juli 1870. Seit dem 5. August 1870 war er untersuchungsführender Offizier des I. Bataillons in Breslau, ab 1867 Görlitz und 1871 Schweidnitz. Zusätzlich war er ab dem 13. April 1871 Adjutant des Bataillons. Im Deutsch-Französischen Krieg nahm er an der Einschließung von Pfalzburg und Paris sowie der Beschießung von Pfalzburg und Toul teil. Für seine Leistungen erhielt er das Eiserne Kreuz II. Klasse.
Zur Kriegsakademie war Prittwitz vom 1. Oktober 1873 bis zum 23. Juli 1876 abkommandiert. Während dieser Zeit war er vom 1. Juli bis 1. Oktober 1874 zur Dienstleistung beim 2. Schlesischen Dragoner-Regiment Nr. 8 in Oels, wurde als Premierleutnant zu dem 2. Schlesische Jäger-Bataillon Nr. 6 in Oels versetzt und nahm zum Abschluss vom 1. bis 23. Juli 1876 an einer militärischen Übungsreise der Kriegsakademie teil. Zur Dienstleistung beim Großen Generalstab wurde Prittwitz vom 1. Mai 1877 bis zum 28. April 1879 abkommandiert. Unter der Beförderung zum Hauptmann wurde er unter Stellung à la suite des Generalstabes der Armee und unter Belassung in seinem Kommando am 29. April 1879 in dessen Nebenetat versetzt. Vom 3. bis zum 16. Oktober 1879 wurde er zur Übungsreise des Generalstabs vom VI. Armee-Korps aus Breslau abkommandiert. Unter der Belassung beim Großen Generalstab wurde er während der Reise am 11. Oktober in deren Generalstab einrangiert. Zu einer weiteren Übungsreise des Großen Generalstabs wurde er vom 21. September bis zum 11. Oktober 1880 abkommandiert. In den Generalstab des VI. Armee-Korps wurde er am 1. März 1881 und in dem der ihm unterstellten 12. Division in Neiße am 21. September 1882 versetzt. Im Sommer 1885 nahm er an einer Recognoszierungsreise in Belgien teil.
Prittwitz wurde am 5. Dezember 1885 zum 2. Hanseatischen Regiment Nr. 76 nach Hamburg versetzt und zum Chef der 5. Kompanie ernannt. Vom 21. Juni bis zum 3. Juli 1886 fungierte er als Kompanieführer bei deren Landwehr-Übungs-Bataillon in Lübeck. In den Generalstab der 6. Division in Brandenburg wurde er am 16. Oktober versetzt und erhielt dort am 13. November 1886 den Rang eines Majors. In den Generalstab der Kommandantur in Königsberg wurde er am 20. November 1888 versetzt. Den Oberquartiermeister, Generalleutnant Graf von Haeseler, begleitete er vom 16. bis 30. Juli 1889 auf der Recognoszierungsreise in Ost- und Westpreußen. Als Generalstabsoffizier wurde ihm die Leitung der Angriffsübung bei Lötzen vom 23. bis 27. August 1890 zugeteilt.
Am 9. Dezember 1890 wurde Prittwitz in das Infanterie-Regiment „Herzog Karl von Mecklenburg-Strelitz“ (6. Ostpreußisches) Nr. 43 nach Königsberg versetzt, zum Kommandeur eines seiner Bataillone ernannt und am 27. Januar 1892 zum Oberstleutnant befördert. Unter der Rückversetzung in den Generalstab der Armee wurde er am 29. Dezember 1892 zum Chef des Generalstabs vom IX. Armee-Korps in Altona ernannt. Den Rang eines Obersts erhielt er am 12. September 1894. An einem Lehrkursus bei der Feldartillerie-Schießschule in Jüterbog nahm er vom 28. Januar bis 10. Februar 1895 teil. Zum Kaiser wurde er als Chef des Generalstabes von der Nordarmee am 12. September 1895 kommandiert.
In dieser Eigenschaft war er am 31. Mai 1895 zur Grundsteinlegung des Elbe-Trave-Kanals mit anderen in Lübeck. Nach den Schlägen mit dem silbernen Hammer durch den Oberbaudirektor, Adolf Wiebe, schlug der Generalstabschef, gefolgt von dem Kommandeur des in Hamburg und Lübeck stationierten 2. Hanseatischen Infanterie-Regiments Nr. 76, Friedrich de la Motte-Fouqué, den Granitstein.
Am 27. Januar 1896 wurde Prittwitz nach Posen zum Grenadier-Regiment „Graf Kleist von Nollendorf“ (1. Westpreußisches) Nr. 6 versetzt und zu dessen Regimentskommandeur ernannt. Als diesem war ihm die Leitung einer taktischen Übungsreise vom 23. bis zum 27. Juli 1896 im Bereich der 19. Infanterie-Brigade übertragen worden. Er nahm von 5. bis 17. Oktober 1896 an einem Informations-Kursus der Infanterieschießschule in Spandau teil. Unter Stellung à la suite des Regiments wurde er am 14. Dezember 1897 mit der Führung der gleichfalls in Posen stationierten 20. Infanterie-Brigade beauftragt. Mit seiner Beförderung zum Generalmajor am 15. Juni 1898 wurde er deren Kommandeur. Nachdem Cécil von Renthe-Fink sein Abschiedsgesuch eingereicht hatte, wurde Prittwitz am 18. Mai 1901 mit der Führung der 8. Division beauftragt und zeitgleich mit dem Ausscheiden seines Vorgängers am 16. Juni 1901 zum Generalleutnant befördert und zum Kommandeur der Division ernannt. Als General der Infanterie kommandierte er ab dem 24. April 1906 das XVI. Armee-Korps in Metz.
Seit 1910 war er Mitglied des Preußischen Herrenhauses. 1913 wurde er Generaloberst und Generalinspekteur der I. Armee-Inspektion in Danzig.
Mit Beginn des Ersten Weltkriegs war Prittwitz Oberbefehlshaber der 8. Armee an der Ostfront und führte sie vom 19. bis zum 20. August 1914 in der Schlacht bei Gumbinnen. Prittwitz brach am 20. August die Schlacht ab, nachdem verschiedene Schwierigkeiten aufgetreten waren, und wollte die Armee hinter die Weichsel zurücknehmen. Daraufhin wurde er am 22. August durch Paul von Hindenburg und Erich Ludendorff abgelöst und zur Disposition gestellt. Die von beiden geführte Schlacht bei Tannenberg beruhte jedoch auf dem Operationsplan von Prittwitz und seinem Chef des Stabes, Max Hoffmann.
Seinen Ruhestand verlebte er in Berlin. Dort starb er am 29. März 1917 an einem Herzinfarkt und wurde auf dem Invalidenfriedhof zu Berlin beigesetzt.

### Familie
Er heiratete am 19. Mai 1874 auf Gut Maldewin, Landkreis Regenwalde Olga von Dewitz (* 30. August 1848 auf Gut Maldewin; † 9. Januar 1938 in Berlin). Sie war die Tochter des Gutsbesitzer von Maldewin, Kurt von Dewitz und dessen Ehefrau Euphemia, geborene von der Groeben. Sein einziger Sohn Erdmann von Prittwitz und Gaffron fiel am 23. Mai 1918 während des Ersten Weltkriegs.

## Orden und Ehrenzeichen
- Schwarzer Adlerorden mit Kette[2]
- Rechtsritter des Johanniterordens[2]
- Roter Adlerorden III. Klasse mit Schleife und Krone[2]
- Kronenorden I. Klasse[2]
- Preußisches Dienstauszeichnungskreuz[2]
- Großkreuz des Hausordens Albrechts des Bären[2]
- Großkreuz des Ordens Berthold des Ersten[2]
- Großkreuz des Ordens vom Zähringer Löwen mit Eichenlaub[2]
- Großkreuz des Bayerischen Militärverdienstordens[2]
- Großkreuz des Hausordens der Wendischen Krone mit der Krone in Gold[2]
- Komtur des Greifenordens[2]
- Ehrenkomtur des Oldenburgischen Haus- und Verdienstordens des Herzogs Peter Friedrich Ludwig[2]
- Großkreuz des Albrechts-Ordens mit dem goldenen Stern[2]